# A Joyful Noise
A Joyful Noise è il quinto album studio del gruppo statunitense Gossip, uscito in formato digitale l'11 maggio 2012 con etichetta Columbia e prodotto dalla Xenomania, forndata da Brian Higgins. Il primo singolo estratto è stato "Perfect World" uscito il 13 maggio 2012.
Il 15 febbraio 2013 è stato pubblicato il video del terzo singolo Get a job sul canale interattivo VEVO.

## Tracce
tutte le canzoni sono state scritte da Beth Ditto, Hannah Blilie e Nathan Howdeshell, tranne dove specificato.
1. Melody Emergency – 3:51
2. Perfect World – 4:27 (Ditto, Brian Higgins, Luke Fitton, Toby Scott)
3. Get a Job – 4:59
4. Move in the Right Direction – 3:31 (Ditto, Higgins, Scott, Jason Resch, Fred Falke, Kieran Jones)
5. Casualties of War – 4:15
6. Into the Wild – 3:13
7. Get Lost – 4:07
8. Involved – 4:15
9. Horns – 3:45
10. I Won't Play – 3:19
11. Love in a Foreign Place – 4:22

Tracce bonus dell'edizione deluxe di iTunes
1. Perfect World (Rory Phillips Mix) – 5:04
2. Move in the Right Direction (Classixx Remix) – 4:38
3. Perfect World (video) – 3:49

## Crediti
Le informazioni sui crediti provengono dal booklet del cd:
Gossip
- Gossip – produttori aggiuntivi
- Beth Ditto – voce
- Hannah Blilie – percussioni, batteria
- Nathan Howdeshell – chitarra, tastiere, basso, mixer

Produzione
- Jerry Bouthier – progettazione aggiuntiva
- Rich Costey – mixer (1–3)
- Tom Coyne – mastering
- Fred Falke – progettazione aggiuntiva
- Luke Fitton – progettazione aggiuntiva
- Șerban Ghenea – mixer (8)
- Andrea Gorgerino – progettazione aggiuntiva
- Matt Gray – progettazione aggiuntiva (all tracks); mixer (4–7, 9–10)
- John Hanes – tecnico (8)
- Brian Higgins – produttore (all tracks); mixer (4–7, 9–11)
- Joshua Jenkin – progettazione aggiuntiva
- Kieran Jones – progettazione aggiuntiva
- Chris Kasych – tecnico (1–3)
- Mike Larremore – aiuto fotografo
- Jeri Lynn – direzione artistica
- Sam Martin – progettazione aggiuntiva
- Owen Parker – progettazione aggiuntiva
- Tara Perkins – management
- Rankin – fotografo
- Jason Resch – progettazione aggiuntiva
- Toby Scott – progettazione aggiuntiva, tecnico, assistente alla produzione (all tracks); mixer (4–7, 9–11)
- Phil Seaford – assistente tecnico (8)
- Jeremy Sherrer – percussioni, tecnico
- Ben Taylor – assistente tecnico alla registrazione

## Classifiche

### Posizioni massime
| Classifica (2011) | Posizione massima |
| ----------------- | ----------------- |
| Australia         | 35                |
| Austria           | 4                 |
| Belgio (Fiandre)  | 8                 |
| Belgio (Vallonia) | 14                |
| Danimarca         | 37                |
| Paesi Bassi       | 35                |
| Finlandia         | 44                |
| Francia           | 3                 |
| Germania          | 2                 |
| Irlanda           | 66                |
| Spagna            | 38                |
| Stati Uniti       | 100               |
| Svizzera          | 1                 |
| Regno Unito       | 47                |

### Andamento nella classifica italiana
| Italia    | Italia |
| Settimana | 01     |
| --------- | ------ |
| Posizione | 48     |

### Classifiche fine anno
| Chart (2012)      | Posizione |
| ----------------- | --------- |
| Austria           | 53        |
| Belgio (Flandre)  | 59        |
| Belgio (Vallonia) | 92        |
| Francia           | 58        |
| Germania          | 36        |
| Svizzera          | 42        |